# Willemstad (Groningen)
Willemstad (ook wel De Willemstad) is een gehucht in de gemeente Westerkwartier in het zuidwesten van de Nederlandse provincie Groningen. Het ligt tussen Marum en Jonkersvaart, ten zuidoosten van het dorp Marum. Het bestaat uit een tiental verspreide huizen.

## Naam
Een buurtschap Willemstad in Groningen komt op kaarten van voor 1840 niet voor. De naam zou verwijzen naar Willemstad in de provincie Noord-Brabant. Een aantal vrijwilligers uit de streek zou tijdens de Tiendaagse Veldtocht gelegerd zijn geweest in het Brabantse Willemstad en de naam na afloop van hun inzet mee naar huis hebben genomen.
Een andere theorie is dat de naam is afgeleid van Willem baron van Lijnden, die in de 19e eeuw eigenaar was van de heerlijkheid Nienoord in de nabijheid van het huidige Willemstad. De baron zou mogelijk het gehucht naar zichzelf hebben vernoemd. Het is onduidelijk welke van deze theorieën klopt, aangezien er geen concrete bewijzen zijn om een van de twee te bevestigen.